# ストリングス〜愛と絆の旅路〜
『ストリングス〜愛と絆の旅路〜』（ストリングス あいときずなのたびじ）は、2004年のドールムービー。カンヌ国際映画祭で話題になった同名デンマーク映画を気に入った庵野秀明が〈ジャパン・バージョン〉として長塚圭史と共に脚色し直し、2007年4月28日に日本で公開された。声優に草彅剛と中谷美紀に加え香取慎吾や優香、劇団ひとりなど有名タレント・俳優を起用している。

## ストーリー
“マリオネット”。そこは全ての生き物が天上と糸で結びつけられている世界であった。ある夜、ヘバロン王国の王、カーロが自らの行いを悔い自害する。息子ハル王子に国の平和を託す遺書を遺して。しかし君主の座を狙う王の実弟ニゾとその家臣ガラクは真実を隠蔽し、その死を敵対するゼリス一族の長、サーロの仕業に見せかける。暗殺されたと信じたハルは家臣エリトと共に仇を撃つため旅立つのであった。

## 日本語版キャスト
- ハル - 草彅剛（SMAP）
- ジータ - 中谷美紀
- エリト - 劇団ひとり
- ジーナ - 優香
- アグラ - 小林克也
- ガラク - 香取慎吾（SMAP）
- アイケ - 戸田恵子
- ニゾ - 伊武雅刀
- カーロ - 市村正親

## 日本語版スタッフ
- 原作・監督 - アンダース・ラノウ・クラーランド
- 日本語版監督 - 庵野秀明
- 脚色 - 長塚圭史
- 演出 - 清水洋史
- エグゼクティブ・プロデューサー - 飯島三智、高木政臣、武居康仁、花田康隆、小西啓介
- プロデューサー - 穀田正仁、筋野茂樹、栗村実、小久保聡
- 字幕 - 佐藤恵子
- 配給 - エイベックス・エンタテインメント（現：エイベックス・ピクチャーズ）＋ジェイ・ドリーム
- 制作 - ジェイ・ドリーム
- 制作進行 - 東北新社
- 提供 - ジェイ・ドリーム、エイベックス・エンタテインメント、テレビ朝日、プレシディオ、ファントム・フィルム

### 主題歌
- 「Unexpectedly」 / Misha Williams （作詞・作曲：Dising/Gordon/Williams）